# L'Shana Haba'a Biyerushalayim
L'Shana Haba'a Biyerushalayim, Nästa år i Jerusalem (hebreiska), är en fras som sjungs eller reciteras i slutet på sedern (påskmåltiden). Den uttrycker önskan om att man nästa gång ska få fira påsken mer fulländat, det vill säga med påskoffret i templet i Jerusalem.